# 多田実 (ジャーナリスト・学者)
多田実（ただ みのる、1923年10月27日 - 2006年6月3日）は、日本のジャーナリスト、学者。

## 人物・来歴
千葉県出身。別名・平田善介（よしすけ）。中央大学法学部卒。学徒出陣で硫黄島の戦いに参加し、捕虜になる。帰国後、読売新聞に入り、政治部記者、政治部長を経て、二松学舎大学国際政経学部教授。94年定年退職、客員教授。

## 著書
- 『新安保条約の全貌』（平田善介 著）月刊時事社、1960年。
- 『海軍学徒兵、硫黄島に死す』講談社、1980年。
  - 『海軍学徒兵、硫黄島に死す』（新装版）産経新聞出版、2009年。ISBN 4819110667。
- 『硫黄島玉砕 海軍学徒兵慟哭の記録』朝日新聞出版〈朝日文庫〉、2008年。ISBN 4022615923。
- 『何も語らなかった青春 学徒出陣五十年、歴史を創ったわだつみの若者たち』三笠書房、1993年。

### 解説・編著
- 『日米安保条約 日本国とアメリカ合衆国との間の相互協力及び安全保障条約』（特別解説）三笠書房、1982年。
- 『「安保条約」を読む』（特別解説）三笠書房、1984年。
- 『大学生の就職合格作文塾』（編著）一ツ橋書店、1985年。
  - 『大学生の就職合格作文塾』（編著）一ツ橋書店、1986年。
  - 『大学生の就職合格作文塾』（編著）一ツ橋書店、1987年。
  - 『大学生の就職合格作文塾』（編著）一ツ橋書店、1988年。

### 翻訳
- ジョージ・サンソム『西欧世界と日本 上巻』（平川祐弘、芳賀徹、金井円 共訳）筑摩書房〈筑摩叢書〉、1966年。
- ジョージ・サンソム『西欧世界と日本 下巻』（平川祐弘、芳賀徹、金井円 共訳）筑摩書房〈筑摩叢書〉、1966年。
  - ジョージ・サンソム『西欧世界と日本 上巻』（平川祐弘、芳賀徹、金井円 共訳）筑摩書房〈ちくま学芸文庫〉、1995年。
  - ジョージ・サンソム『西欧世界と日本 中巻』（平川祐弘、芳賀徹、金井円 共訳）筑摩書房〈ちくま学芸文庫〉、1995年。
  - ジョージ・サンソム『西欧世界と日本 下巻』（平川祐弘、芳賀徹、金井円 共訳）筑摩書房〈ちくま学芸文庫〉、1995年。